# Martha Cecilia Ruiz
Martha Cecilia Ruiz (Nicarágua, 25 de novembro de 1972) é uma poetisa, escritora, jornalista e activista social nicaraguense.  Dirige o programa radiofónico O País Azul, que se emite na Rádio A Primerísima nos domingos. Ruiz faz parte da Junta directiva da Associação Nicaraguense de Escritoras (ANINHE) como vocal (Período 2015-2018). Tem sido repórter, apresentadora e editora de rádio, TV e imprensa escrita, é consultora em Comunicação e Direitos Humanos. Fundadora do grupo Três Vezes Três: Três Mulheres, Três poetas, Três jornalistas e do Foro de Jornalistas Culturais de Nicarágua (FPCN).
Martha Cecilia Ruiz graduou-se como licenciada em Jornalismo na Universidade Centro-americana de Nicarágua, e conta com vários diplomas em Comunicação, direitos da criança, género e desenvolvimento humano também na Universidade Centro-americana.
Os escritos de Martha Cecilia Ruiz têm sido incluídos em várias antologias entre elas: Mulheres Poetas no País das Nuvens (2008), De Azul a Vermelho. Vozes de poetas nicaraguenses do Século XXI (2011), Nós também contamos. Mostra de Narrativa (2013), Esta palavra é nossa (2014) e Irmãs de tinta. Mostra de poesia multi étnica de mulheres nicaraguenses (2014), Antologia Contos nicaraguenses de ontem e hoje (2014), e em 99 Palavras de Mulher. Micro-relatos e outras espécies, (2016) entre outras. Em 2016 publicou seu primeiro livro de narrativa breve titulado: Família de facas (Managua: ANINHE, 2016).

## Publicações

### Literárias
Familia de Cuchillos. ANIDE. Managua, 2016.

### Antologias
- Antología Mujeres Poetas en el País de las Nubes. Centro de Estudios de la Cultura Mizteca. México, 2008.
- De Azul a Rojo. Voces de poetas nicaragüenses del Siglo XXI. Selección de Luis Alberto Ambroggio. Managua, 2011.
- Nosotras también contamos. Muestra de Narrativa. ANIDE. Managua, 2013.[3]
- Esta palabra es nuestra. ANIDE. Managua, 2014.
- Hermanas de tinta. Muestra de poesía multiétnica de mujeres nicaragüenses. ANIDE. Managua, 2014.
- Antología Cuentos nicaragüense de ayer y hoy. Lacayo, Chamorro César y Valle-Castillo. EEUU, 2014.
- 99 Palabras de Mujer. Microrrelatos y otras especies. Marianela Corriols editora. Managua, 2016.[4]